# Центральная заводская лаборатория
Центральная заводская лаборатория (ЦЗЛ) — основное структурное подразделение в системе контроля качества выпускаемой предприятием продукции.
Выполняет все функции по контролю сырья, технологических процессов и готовой продукции. Разрабатывает новые технологические схемы процессов, осваивает и внедряет новые технологии и виды продукции, ведет работы по совершенствованию качества продукции, проводит контрольные, испытательные, научно-исследовательские работы.

## Организация работы центральной заводской лаборатории
Центральная заводская лаборатория является основной структурной единицей предприятия. Начальником ЦЗЛ — инженером-технологом с помощью цеховых лабораторий, мастерской контрольно-измерительных приборов и рабочих, обслуживающих технологические участки основных и вспомогательных цехов, организуется выполнение всего комплекса работ по контролю и учету качественных и количественных показателей.
Цеховые лаборатории являются отдельными структурными единицами цехов и не входят в состав ЦЗЛ, которая только осуществляет методическое руководство ими.
На больших предприятиях в состав ЦЗЛ могут входить следующие лаборатории:
- аналитическая;
- микробиологическая;
- контроля качества сырья и готовой продукции;
- научно-исследовательская; и, возможно
- санитарная

На небольших предприятиях обязанности ЦЗЛ могут выполнять группы или отдельные сотрудники.